# Seznam zavezniških vojaških misij v Sloveniji
Seznam zavezniških vojaških misij v Sloveniji med drugo svetovno vojno.

## Seznam
- Crayon
- Livingstone I
- Livingstone II
- Tennyson